# Tillandsia huamelulaensis
Tillandsia huamelulaensis là một loài thực vật có hoa trong họ Bromeliaceae. Loài này được Ehlers mô tả khoa học đầu tiên năm 2006.